# گمینا واپی
گمینا واپی (به لهستانی:  Gmina Łapy) یک گمینا در لهستان است که در شهرستان بیاوستوک واقع شده‌است. گمینا واپی ۱۲۷٫۵۷ کیلومتر مربع مساحت و ۲۳٬۱۳۲ نفر جمعیت دارد.